# Rencontre de Kelly-Hopkinsville

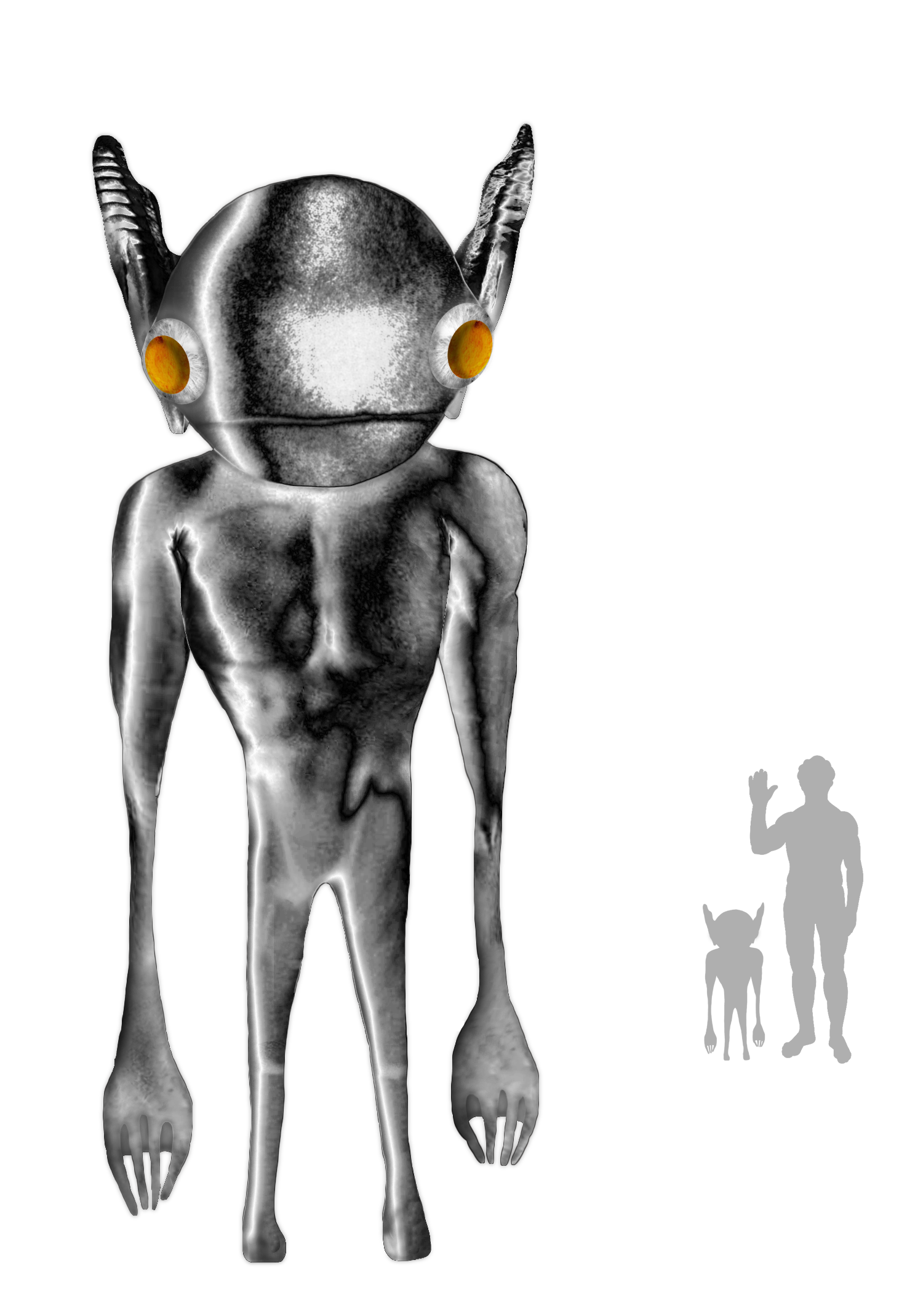
Vue d'artiste de l'une des créatures.

La rencontre de Kelly-Hopkinsville est le prétendu assaut de la ferme des Sutton près de Kelly et de Hopkinsville, dans le Kentucky, par un groupe de « petites créatures » dans la nuit du 21 au 22 août 1955.
Les croyants considèrent l'affaire comme l'une des plus parlantes et des mieux documentées de leur domaine, tandis que les sceptiques évoquent une confusion avec une variété de hiboux, le Grand-duc d'Amérique. Un témoignage tardif évoque une mauvaise blague faite par les frères Sutton à l'aide d'un chat s'accrochant aux moustiquaires des portes et fenêtres.

## Les «petits hommes verts» de la presse
L'observation, diffusée dès le lendemain par les journaux, est à l'origine de la popularisation de l'expression little green men (« petits hommes verts ») (l'expression little green men vient de la science-fiction grand public, mais elle est entrée dans le langage courant à la suite de la médiatisation de cette observation). Certains journalistes locaux, peut-être influencés par la lecture du roman de Fredric Brown, Martians Go Home, paru peu de temps auparavant, ont décidé de changer l'expression little men, utilisée jusque-là pour rendre compte des créatures associées à des soucoupes volantes, par celle de little green men, diffusée dans la culture SF notamment par Fredric Brown et son ami Mack Reynolds (auteur notamment de The Case for the Little Green Men, roman policier dont l'action se déroule dans l'univers du fandom SF, paru en 1951).

## Hypothèse de la confusion avec des oiseaux

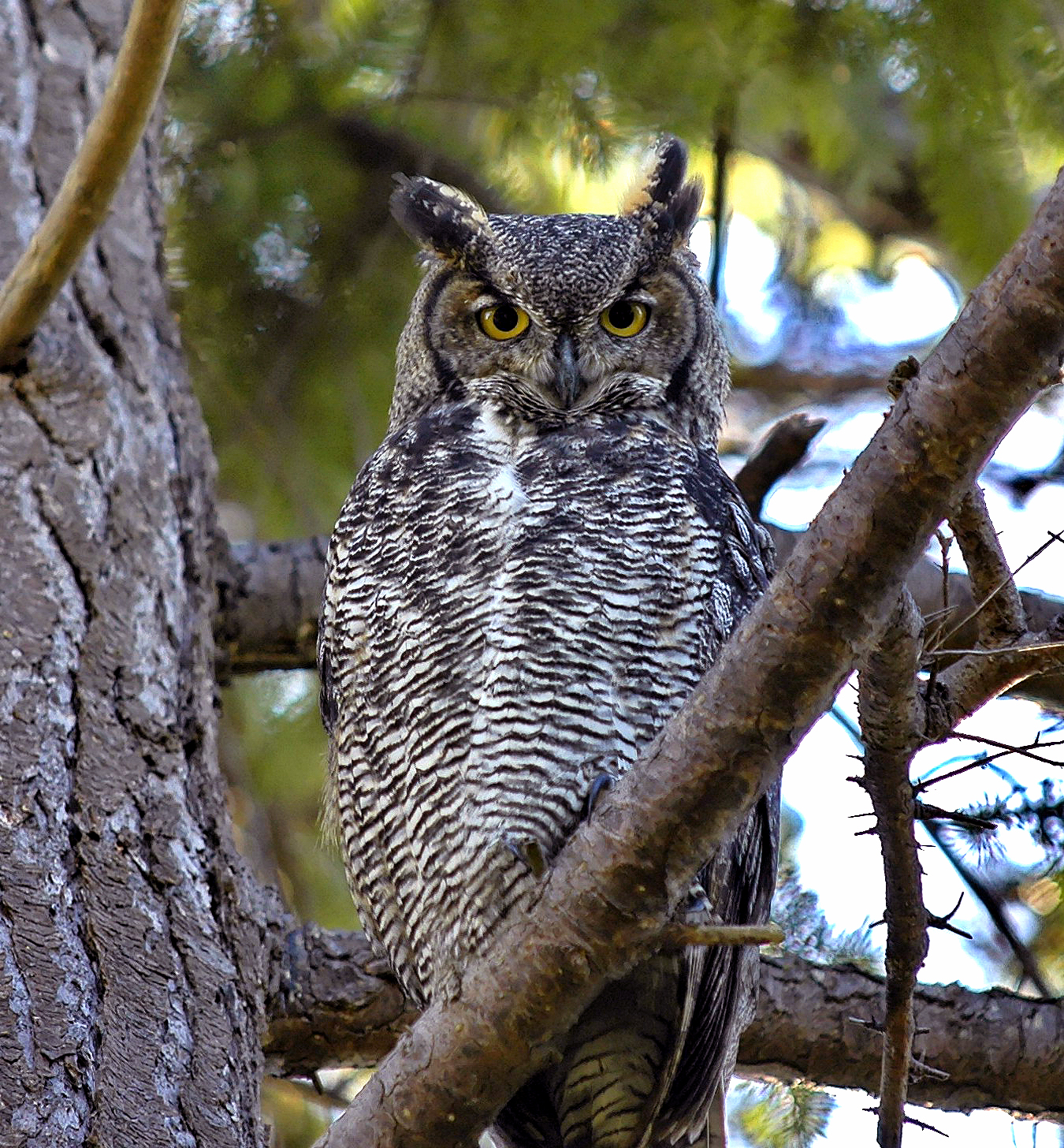
Grand-duc d'Amérique.

Renaud Leclet, membre du Comité nord-est des groupements ufologiques (CNEGU), a proposé que la ferme des Sutton ait été « attaquée » par un groupe de rapaces nocturnes particulièrement agressifs, tels les hiboux Grand-duc d'Amérique, défendant leurs petits. Cette hypothèse permet de rendre compte de la grande majorité des éléments de ce cas, les autres détails pouvant être attribués au manque de fiabilité du témoignage humain,.

## Témoignage tardif: une mauvaise plaisanterie
Le journal local Kentucky New Era a publié en 2003 (un demi-siècle après les faits) le récit d'un présumé témoin, Arthur « Hoss » Cansler, à l'époque chef de la police de Crofton, une ville voisine. Averti qu'il y avait des Martiens à la ferme des Sutton, celui-ci se serait rendu sur place et aurait assisté aux événements mais sans intervenir, constatant qu'il s'agissait d'une mauvaise blague faite par les frères Sutton à l'aide d'un chat s'accrochant aux moustiquaires des portes et fenêtres. L'auteur de l'article de journal donne à  cette version le nom de « thèse du chat de Cansler » (the Cansler Cat Theory).

## Dans la culture populaire
- Le scénario de Critters, film américain réalisé par Stephen Herek en 1986, est directement inspiré de cet incident.
- Une scène de The Legend of Zelda: Majora's Mask, jeu sur Nintendo 64 paru en 2000, est basée sur un schéma identique : un personnage nommé Link doit abattre une bande de créatures tombées du ciel pour protéger le ranch Romani pendant toute une nuit, les envahisseurs finissant par disparaître à l'aube sans laisser de trace.
- Le Pokémon Ténéfix est directement inspiré des représentations de ces créatures[8].
- Une émission de la série de télévision américaine Project Blue Book sur History Channel, et portant sur cet événement en particulier, a été diffusée pour la première fois le 11 février 2020.